# یک روز در موزه
یک روز در موزه (فرانسوی: Musée haut, musée bas‎) فیلمی فرانسوی است که در سال ۲۰۰۸ منتشر شد.

## بازیگران
- میشل بلان
- سیمون آبکاریان
- ویکتوریا آبریل
- ژوزین بالاسکو
- آندری دوسولیه
- دانیل پروو
- دومینیک پینان
- اولین بویکس
- فابریس لوکینی
- ژرار ژونیو
- گیوم گالین
- لویی-دو دو لانکسن
- میشلین پرل
- والری لمرسیر
- یولاند مورو
- لوران گملون